# Locomoció aquàtica

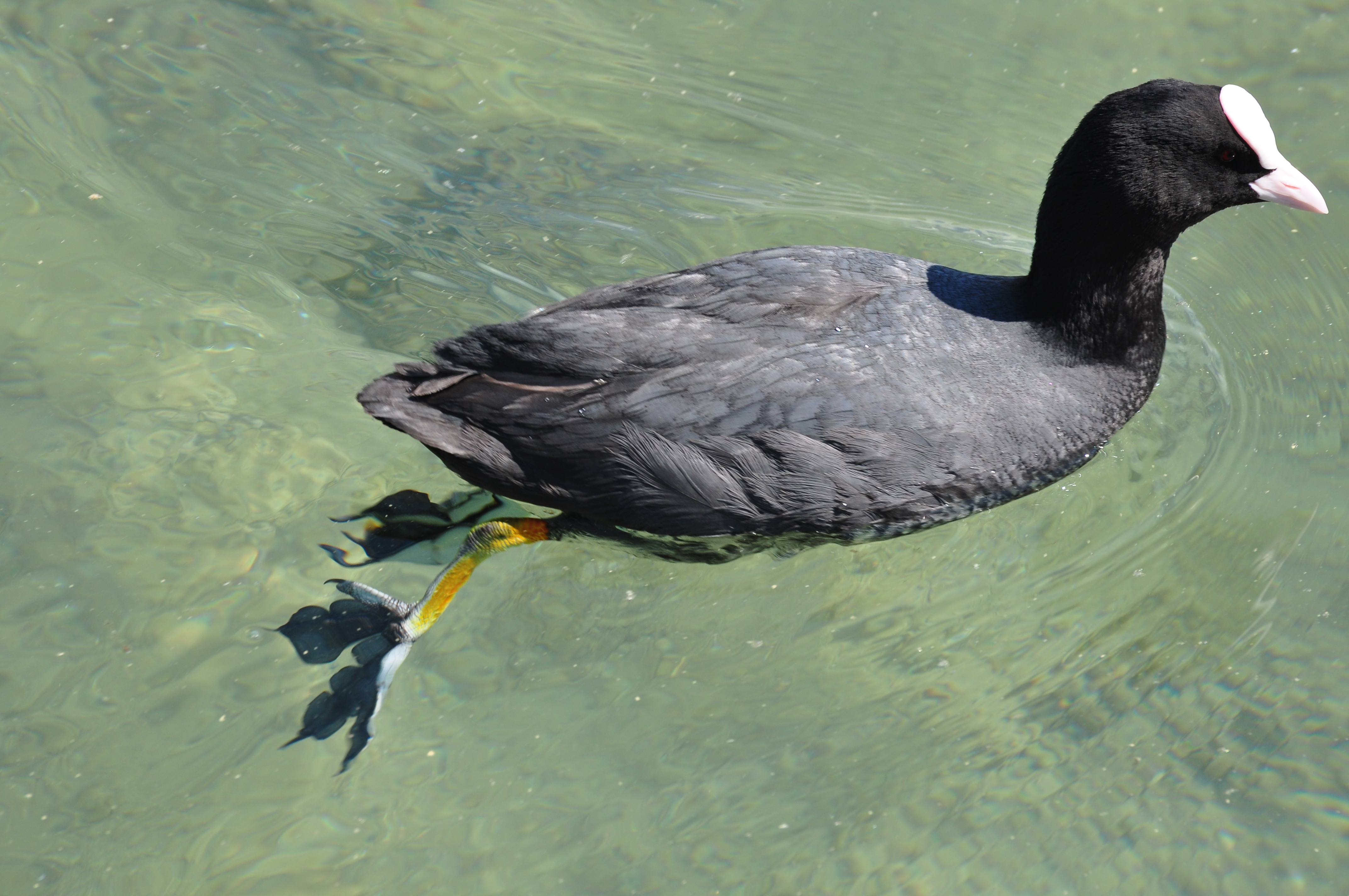
Fotja comuna nedant

La locomoció aquàtica l'acte de desplaçar-se per l'aigua. Els organismes han desenvolupat tota una sèrie d'adaptacions per moure's pels medis aquàtics, les més simples de les quals són els cilis i els flagels. La natació s'ha desenvolupat diverses vegades en una àmplia gamma d'organismes, incloent-hi els artròpodes, els mol·luscs, els peixos, els rèptils, els ocells i els mamífers. Malgrat que algunes adaptacions són comunes a moltes espècies, d'altres són específiques de grups molt concrets.